# طلاء الأظافر

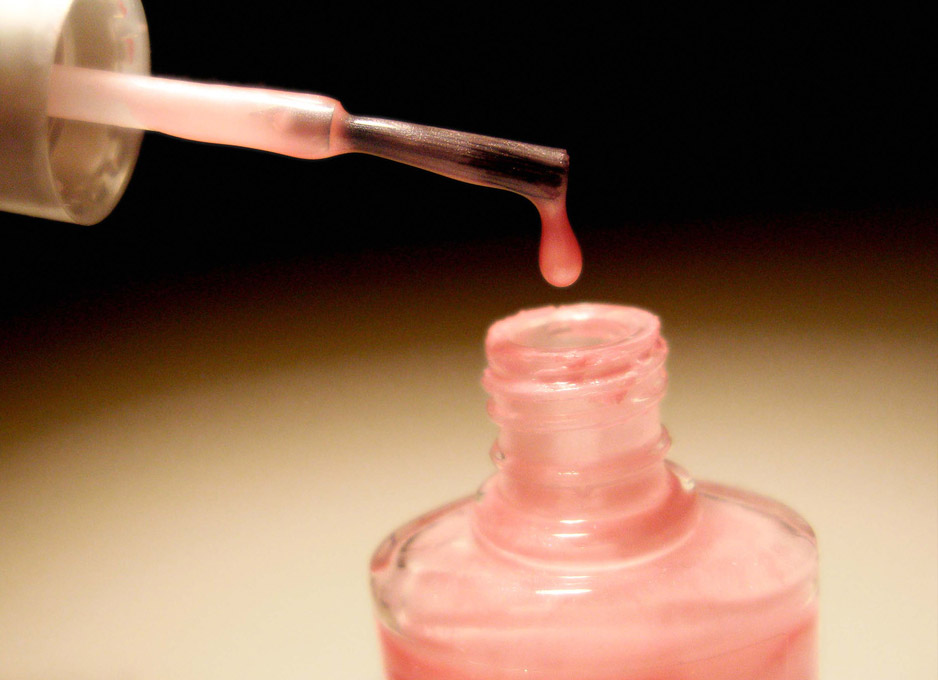
طلاء أظافر وردي اللون مع فرشاة الدهن.

طلاء الأظافر، هو طلاء اللك (ورنيش) يوضع على أظافراليدين أو القدمين للتزيين أو لحماية سطح الظفر. يعد طلاء الأظافر الذي نستخدمه اليوم نسخة منقحة من الطلاء المستخدم في المركبات. بما أن طلاء السيارات غير مناسب لأظافر الإنسان حيث أنه مصمم لأسطح السيارات الصلبة فقد تم تنقيح تركيبتة عدة مرات لمنع التقشر الذي يحدث أثناء الحركة الطبيعية للأظافر.

## التاريخ
نشأ طلاء الأظافر في الصين ويعود تاريخه إلى 3000 سنة قبل الميلاد.كانت سلالة «مينغ» تصنع طلاء الأظافر من خليط شمع العسل وبياض البيض والجيلاتينوالأصباغ النباتية واللبان العربي، يرمز اللونان الذهبي والفضي للنبل. استخدم المصريون الحناء وهي صبغة تجعل أظافرهم برتقالية ثم يتحول لونها إلى الأحمر الداكن أو البني بعد أن تجف.، كان لون الطلاء يرمز للطبقة الاجتماعية للفرد في عام 1300 قبل الميلاد وكان اللونان الذهبي والفضي يرمزان للنبل إلا أنهمم تغيرا لاحقاً للونين الأسود والأحمر. كان أصحاب الطبقة الدنيا يضعون الألوان الباهته واعتادت كليوبترا أن تضع اللون الأحمر بعد أن تغير لون المجتمع الراقي إليه.
وبحلول نهاية القرن التاسع، كانت الأظافر تصبغ بالزيوت الحمراء المعطرة وتصقل وتلمع بقطعة من قماش الشامواه. كان الناس في القرن التاسع عشر وأوائل القرن العشرين يسعون لمظهرالظفرالمطلي بدلا من فرك المساحيق والكريمات الملونة على أظافرهم لتصبح ملونه ومن ثم تلميعها. كان أحد منتجات التلميع الذي تم بيعه في تلك الفترة هو معجون طلاء الأظافر «غراف هايقلو» Graf's Hyglo ، وكان بعض الناس يطلون أظافرهم بالفرشاة الهوائية أثناء هذه الفترة. أنتجت شركة «كيوتكس» Cutex أول طلاء أظافر حديث وعرضت الملمعات الملونة في عام 1917م بعد أن ظهر طلاء السيارات. بعد أن تم تنقيح طلاء الأظافر كان غالباً ما يستخدم لتغطية الأوساخ التي تحت الأظافر. اعتبر الأطباء النفسيين طلاء الأظافر الملون إيذاء للنفس وغيرصحي. إلا ان السيدة «إليانور روزفلت» كانت أول من وضع الألوان الخالصة وقد تم صنع طلاء الأظافر الإصطناعي في العشرينات من القرن العشرين في باريس.

## المكونات
معظم طلاءات الأظافرمصنوعه من النيتروسيليلوز المذاب بمسيٌل (مثل أسيتات البوتيل أو أسيتات الإيثيل) وذلك يكون إما بتصفيتها أو بتلوينها بمختلف الأصباغ. تتضمن المكونات الأساسيّة: سلاسل النيتروسليلوز التي يتم تبعيدها ليكتسب الشريط اللون والخصائص بشكل كاف بالإضافة إلى أن التلوين قد يكون أيضا بسبب وجود المواد الكيميائية مثل أكسيد الكروم الأخضر وكروم الهيدروكسيد والفيروسيانيد الحديديك وأمونيوم الفيروسيانيد الحديديك وأكسيد الستانيك وثاني أكسيد التيتانيوم وأكسيد الحديد والكارمن الأحمر ومادة الألترامارينز ultramarines (مادة تلوين زرقاء)، والمغنيز البنفسجي يتم إضافة المايكا وأوكسيكلوريد البزموت وثاني أكسيد التيتانيوم معا للحصول على المظهر اللامع للطلاء وتتم إضافة المواد المثخنة للحفاظ على بقاء لمعان الجسيمات المضيئة أثناء وجدوها داخل العلبة. تحافظ مثبتات الأشعة فوق البنفسجية (مثل بينزفينون -1) على عدم تغير اللون عندما يتعرض الشريط الجاف لأشعة الشمس المباشرة.
يتعرض صناع طلاء الأظافر لضغوط أثناء تقليل أو استبدال المكونات السامة والتي تتضمن الفثالات والتولوين والفورمالدهيد. وافق العديد من صانعي طلاء الأظافر في سبتمبر 2006 على التخلص من مادة الفثالات ثنائية البوتيل لأنها كانت مرتبطة بمشاكل خصوية تعرضت لها حيوانات المعمل والناس في التركيبات التي تم تحديثها. أزال بعض منتجي طلاء الأظافر مادة الفرمالديهيد من منتجاتهم وبعضهم لازال يستعملها. وقد سنت مدينةسان فرانسيسكو مرسوماً يعلن فيه المنشآت التي تستخدم طلاءات الأظافر الخالية من "الثلاثي السام": التولوين والفورمالديهايد ومادة الفثالات ثنائية البوتيل. اكتشفت الدراسات التي أجريت على إناث الفئران أن DBP المعروف أيضا باسم الفثالات، قد يسبب تشوهات خلقية. وسرعان ما إزالته من مكونات طلاء الأظافر كاجراء احترازي. وقال "بول فوستر" بأن كمية من المواد الكيميائية المستخدمة في الدراسات الحيوانية هو على الارجح مئات أضعاف ما قد يتعرض له مستخدمي طلاء الأظافر كل أسبوع وقال "فوستر" وهو دكتور في المعهد الوطني لعلوم الصحة البيئية الذي يعد فرعاً من وزارة الصحة الأمريكية والخدمات الإنسانية بأن فرصة الفرد في التعرض لمثل هذا الضرر ضئيلة جداً."
يستند طلاءالأظافر Water-based (وهو الذي يكون الماء فيه هو المكون الأساسي بدلا من الزيت أوالمواد الكميائية) على البوليمر الاكريليك ويتم التسويق له كمنتج غير ضار للبيئة حيث تعتبر بعض الهيئات التنظيمية مثل وزارة لوس أنجلوس للأشغال العامة طلاء الأظافر من النفايات الخطرة. المذيب المائي المستخدم في هذا المنتج لا يعد تقليدياً حيث أن الأظافر يمكنها امتصاص جزء من الماء.
يتم استخدام طاولات تزيين للأظافر مجهزة بنظام تصريف الهواء (قنوات الهواء) في صالونات التجميل للحد من تعرض العاملين للمواد الكيميائية الخطرة الموجودة في طلاء الأظافر. ويقوم الباحثون بتقييم فعالية أنظمة تصريف الهواء المختلفة الموجودة في الطاولات. وقد أظهرت النتائج الأولية بأن أنظمة التهوية قادرة على تقليل تعرض العمال للمواد الكيميائية بنسبة 50٪ . ومن المكونات الأخرى لطلاء الاظافر أملاح الألومنيوم، الفثالات، كبريتات لوريث الصوديوم، البارابين والسيليكون والتولوين وهو مذيب صناعي من البتروكيماويّات يسرّع عمليّة جفاف طلاء الأظافر وتصلّبه، يؤكد بعض الخيراء ان مادة التولوين غير صحية كمنتج كما هو حال كل المذيبات خاصّة عند استنشاقها من الأفضل تجنّبها لأنّها سامّة للأعصاب قد تسبّب ألما في الرأس، اضطرابات عصبيّة، خللا في الذاكرة، صعوبة في التركيز، مشاكل في النظر وغيرها.

## أنواع طلاء الأظافر

### جيل
عادة ما يبقى هذا النوع من الطلاءات لمدة أسبوعين، وهو يبقى لفترة أطول من طلاء الأظافر العادي ويتم تصنيفه تحت الأشعة فوق البنفسجية، لإزالة هذا النوع من الطلاء يتم نقع الأظافر في الأسيتون لمدة 10إلى 15 دقيقة على الأقل لأنه يلتصق بالظفر ومن الصعب جدا إزالته.

### الطبقة الأساسية
يعد هذا النوع من طلاء الأظافر تركيبة شفافة توضع قبل وضع طلاء الأظافر. والغرض منه هو تقوية الأظافر بالبروتين، وفيتامين E والكالسيوم وهي تركيبة يمكن أن تحافظ على الظفر من التكسر والتقشر ويمكنها أيضاً استعادة رطوبة الظفر ولا سيما الأظافر الجافة أو الهشة. بعد وضع الطبقة الأساسية يشكل الطلاء سطح أملس عن طريق ملء التشققات التي قد تظهر على الأظافر الغير الصحية. هناك نوعان من الطبقة الأساسية، إحداها تكون تركيبتها طبيعية حيث يمكن مقارنتها بطلاءات الأظافر العادية، والأخرى أكثر سمكاً وهي للأشخاص ذو الأظافر الرقيقة أو الذين لديهم تشققات بحيث لا تكون أظافرهم مستوية. تقوم الطبقة الأساسية بصنع حاجز يحمي الأظافر من التقشر ومن الألوان كطلاء الأظافر الأحمر الذي يترك لون على الظفر بعد إزالتة.

### الطبقة العلوية
يعد هذا النوع من طلاء الأظافر تركيبة شفافة توضع بعد وضع طلاء الأظافر وهي تشكل حاجز صلب للحماية من الخدش والتقشر وتضفي لمعة على الظفر وهي موصى بها للأشخاص اللذين يحبون تزيين أظافرهم حيث أنها تبقيها لفترة أطول تصل لأسبوعين.

## طلاء الأظافر والموضة
بدأ طلاء الأظافر تقليديا باللون الأحمر والوردي والأرجواني والأسود. ومنذ ذلك الوقت، تطورت العديد من الألوان الجديدة والتقنيات منتجتاَ مجموعة متنوعة من الألوان إلى جانب الألوان الخالصة فقد تطور طلاء الأظافر أيضا إلى مجموعة واسعة من التصاميم والألوان الأخرى مثل: الطوابع وطلاء الأظافر المتكسر والمغناطيسي والملصقات. كما يتم استخدام أحجار الراين المزيفة في كثير من الأحيان. يوجد إعلانات عن بعض أنواع طلاءات الأظافر التي تساعد على نمو الأظافر وتجعلها أقوى وتحميها من التكسر وتساعد على التوقف عن قضم الأظافر. يمكن استخدام طلاء الأظافر كأحد مكونات تجميل الأظافر العديدة.
الورنيش الصافي هو عبارة عن طبقة لامعة شفافة تجعل الأظافر تبدو لامعة ونظيفة. يمكن استخدام هذا النوع من طلاء الأظافر مع ورنيش آخر للتلميع أو لوحدة كطلاء أظافر لمَاع. يمكن تعديل صبغة طلاء الأظافر الصافية عن طريق إضافة مسحات مختلفة من ألوان قوس قزح. يمكن خلط الألوان مع بعضها لتنتج ألوان مختلفة من طلاء الأظافر ويمكن أيضا إضافة اللونين الأسود والأبيض لتغميق أو لتفتيح اللون. يشبه الورنيش الصافي منتجات الجل المستخدمة في صالونات التجميل والتي تكون قوية إلى حد كبير، عادة توضع الطبقة العلوية الصافية على طلاءات الأظافر الملونة. جل الأظافر الاكريليكي أكثر من مجرد طبقة لامعة على الأظافر فهو يدعم اللون الأساسي لطلاء الأظافر ويحمية من التكسر بسهولة.
المانيكير الفرنسية هي طريقة تجميل للأظافر مصممة لتشبه الأظافر الطبيعية وتتميز بأساس وردي طبيعي وطرف أبيض مما يجعلها أحد أول أنظمة الألوان شعبية في عملية تجميل الأظافر. يتم تلوين أطراف الظفر باللون الأبيض وباقيه بالوردي أو أي لون خالص مناسب. وقد نشأت طريقة تجميل الأظافر الفرنسية في القرن الثامن عشر في باريس وكانت مشهورة في العشرنات والثلاثينات من القرن العشرين.
كان لون الطلاء الأسود ذو شعبية بين القوط (goths) والإيمو(emo) والبنكس (punks) من كلا الجنسين منذ السبعينات. وقد اتجه الناس للون الأسود والألوان الداكنة في بداية الثلاثينات. وقد بدأ الرجال أيضا بوضع طلاء الأظافر في منتصف السبعينات، بدأ الأمر كتوجه قوطي ولكنه تطور مؤخراً إلى نمط شائع بين الرجال ويوضع على أظافر اليدين والقدمين.
أكثر الطوابع والملصقات شهرة هي التي تكون بأشكال الحيوانات والزهور. وعلى الرغم من هذا يوجد مجموعات من الملصقات والطوابع ذات أشكال أخرى ويتم أيضا وضع أحجار الراين الحقيقية أو المزيفة على الأظافر للتزين.
وغالبا ما يستخدم طلاء الأظافر المغناطيسي لإنشاء أشكال على الأظافر باستخدام المغناطيس. بعض الأشكال التي يمكن إنشاؤها هي التموجات والطبقات والنجوم وعلامات الاقتباس والمنحنيات وغيرها من الأشكال الأخرى. عادة يكون الظفر بلون الطلاء الأساسي وتكون الأجزاء الممغنطة باللون الأسود أو الرمادي.الأدوات اللازمة للقيام الأظافر - مجموعات الختام، وطلاء الأظافر، والبيرة الأظافر، مسمار الفن الفرش، الأسيتون، والإسفنج وملصقات مسمار الفن.

## مزيل طلاء الأظافر
يتم إزالة طلاء الأظافر بمزيل طلاء الأظافر أو القطن المزيل لطلاء الأظافر وهو مذيب مركب عضوي ولكنه قد يشتمل الزيت والمعطرات. قد يكون مزيل الطلاء مناديل فردية منقوعة في مزيل أو علبة من سائل المزيل يمكن استخدامها مع كرة من القطن أوعلب مليئة بالرغوة يمكن استخدامها عن طريق إدخال الإصبع في الوعاء ولفه حتى يزول الطلاء.
يحتوي النوع الأكثر شيوعاً من مزيل طلاء الأظافر على أسيتون مركب عضوي متطاير. وهو قوي وفعال ولكنه أيضا قاسي على سطح الظفر وقد يصيبه بالهشاشة. ويمكن أيضا استخدامه لإزالة الأظافر الاصطناعية والتي عادة ما تكون مصنوعة من الاكريليك.
وقد استخدم الأسيتونتريل كمزيل لطلاء الأظافر ولكن الأرجح أنه سام وتم حظره في الاتحاد الاقتصادي الأوربي لمستحضرات التجميل منذ 17 مارس لعام2000.

## العناية
عادة ما يمكن وضع طلاء الأظافر على الأظافر التي يتم مسح طلاءات الأظافر الأخرى عنها. يتم وضع عدة طبقات على الطبقة الأساسية لضمان بقاء اللون فيمكن وضع طبقة ثانية وثالثة عندما تجف الطبقة الأولى وبعد ذلك يمكن وضع طبقة علوية من طلاء الأظافر الشفاف للحفاظ على الطلاء من التقشر أو التقطع، ويرمز وضع ألوان طلاء الأظافر إلى العديد من منها الأنوثة والجاذبية.

## اقرأ المزيد
- Charles Panati, Extraordinary Origins of Everyday Things, Harper & Row, 1987
- Vanni Contingo, article published in Cosmopolitan magazine, copyright 2007
- المسكرة